# Vinayakan
Vinayakan T. K. é um ator, cantor e compositor indiano, conhecido por seu trabalho em filmes em língua malaiala e tâmil.

## Carreira
Começou sua carreira em 1995 com uma aparição no filme Maanthrikam e, desde então, tem trabalhado em diversos filmes como ator coadjuvante e comediante.
Em 2023, Vinayakan ganhou destaque ao interpretar o vilão no filme tâmil Jailer, estrelado por Rajinikanth. Sua atuação como Ganga no filme Kammatipaadam de Rajiv Ravi em 2016 lhe rendeu o Prêmio de Melhor Ator do Estado de Kerala e foi amplamente elogiada pela crítica. Além de atuar, Vinayakan também é um compositor, tendo composto uma música para o filme Kammatipaadam.